# Cattedrale della Protezione e dell'Intercessione della Vergine (Mariupol')
La Cattedrale della Protezione della Vergine, conosciuta anche come Cattedrale dell'Intercessione della Theotókos e Cattedrale della Protezione della Madre di Dio, è stata una cattedrale in stile russo-bizantino situata nel cuore della città di Mariupol' in Ucraina.
La cattedrale, dedicata alla Protezione della Madre di Dio, è stata costruita tra il 2007 ed il 2020 sul progetto dell'architetto Stanislav Stolov. Nel marzo 2022 l'edificio è stato distrutto durante l'invasione russa.

## Galleria d'immagini

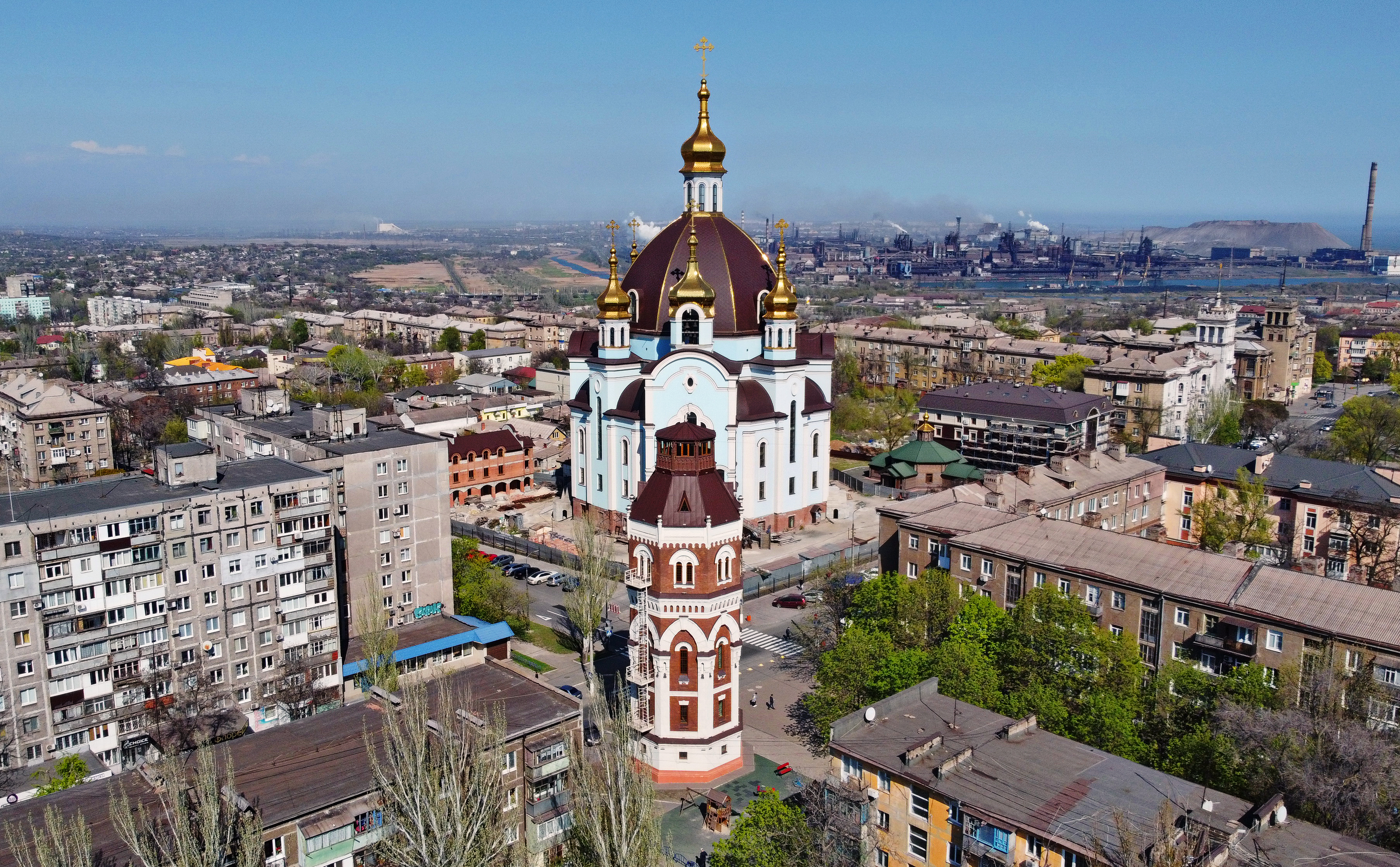
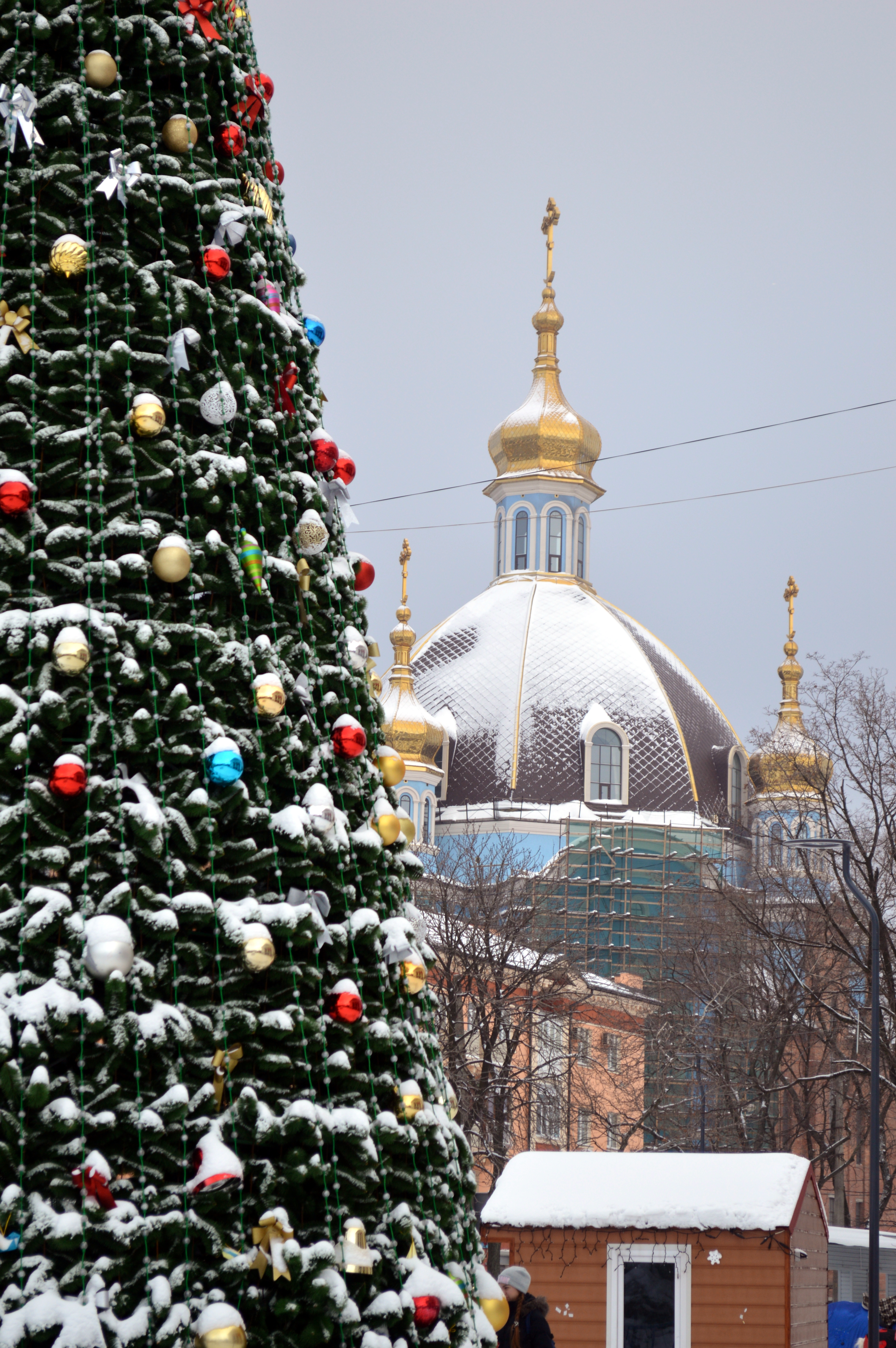
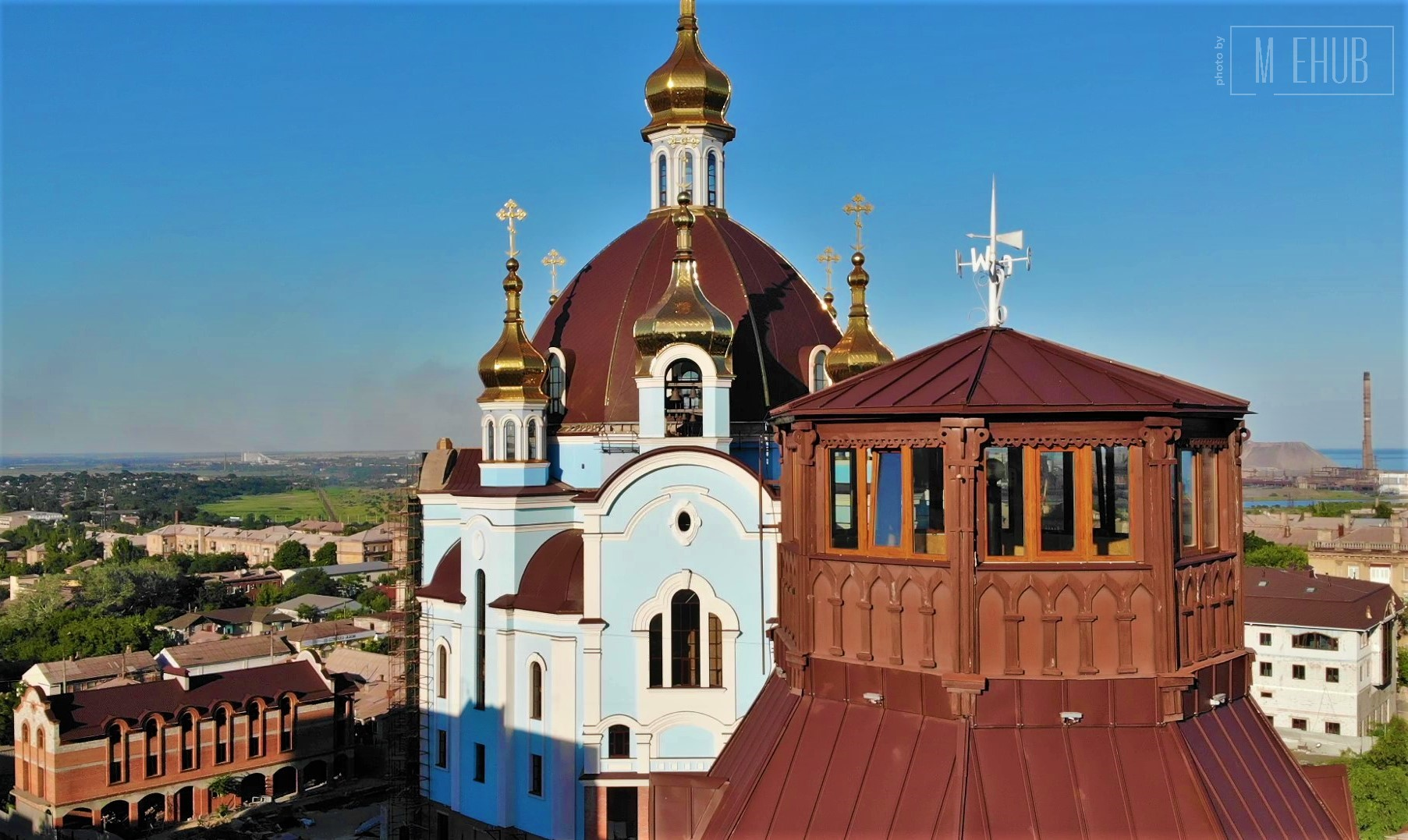